# Брюхово (сельское поселение деревня Брюхово)
Брюхово — деревня в Медынском районе Калужской области России, административный центр сельского поселения «Деревня Брюхово».

## География
Стоит на реке Бычёк, рядом — деревня Троицкое.

## История
Упоминается в жалованной грамоте императрицы Елизаветы Петровны Троицко-Сергиевой Лавре «на все приписные монастыри и отчины» от 11 июня 1752 года.
В 1782 году деревня Брюхова вместе селом Алемна и другим деревня принадлежала Коллегии экономии синодального правления.
По данным на 1859 год — казённая деревня Медынского уезда, расположенная по левую сторону тракта из Медыни в Верею. В ней 36 дворов и 260 жителей.
После реформ 1861 года вошла в Кременскую волость. 

## Население
| 2002 | 2010 |
| ---- | ---- |
| 78   | ↘58  |

| Год  | Численность | Численность |
| ---- | ----------- | ----------- |
| 2002 | 78          | [ 5 ]       |
| 2010 | 58          | [ 1 ]       |

### Историческая численность населения
По данным на 1859 год  - 36 дворов и 260 жителей.
Население в 1892 году — 292 человека, в 1913 году — 312 человек.

## Инфраструктура
Личное подсобное хозяйство с зоной сельскохозяйственного использования, индивидуальная застройка усадебного типа.
Основа экономики — сельское хозяйство.

## Транспорт
Автобусное сообщение с райцентром. Остановка общественного транспорта «Брюхово» на въезде в деревню. 